# وی آنبیتبل
وی آنبیتبل (انگلیسی: V Unbeatable) یا وی شکست‌ناپذیر گروه رقص مستقر در بمبئی است. آنها هنگامی که در مسابقه رقص دنس پلاس، در فصل چهارم در سال ۲۰۱۸ شرکت کردند و در رده‌های برتر قرار گرفتند، در هندوستان به شهرت رسیدند. این گروه زمانی که در فصل چهاردهم آمریکاز گات تلنت شرکت کردند و از داور میهمان دوین وید، زنگ طلایی را دریافت کردند و در نهایت کسب مقام چهارمی این مسابقه؛ در سطح بین‌الملل مورد توجه قرار گرفتند.

## زمینه
وی در نام گروه حرف اول ویکاس است. او یکی از اعضای گروه رقص، به نام ویکاس گوپتا بود که در هنگام اجرای حرکات تمرینی درگذشت. پس از آن وی به نام اصلی گروه آنبیتبل اضافه شد. آنها در حال حاضر گروهی متشکل از ۲۹ رقصنده هستند. در طول مسابقه دنس پلاس، آنها توسط رقصنده و طراح رقص هندی، درمش یلند تحت تعلیم ذللرذدذرببززقرار گرفتند. پیش از این آنها در یک برنامه تلویزیون واقع‌نما به نام هند بانگا مانچ شرکت کرده بودند.